# گورو ارجن
گورو ارجن دیو جی (پنجابی: ਗੁਰੂ ਅਰਜੁਨ ਦੇਵ) (زاده شده در آمریتسار، پنجاب، هند در سال ۱۵۶۳ - مرگ در لاهور، پاکستان در سال ۱۶۰۶ میلادی) پنجمین رهبر و پیشوای مذهبی آئین سیک بود که پس از مرگ گورو رامداس به عنوان گورو برگزیده شد.
او در گوئیندوال روستایی در نزدیکی آمریتسار زاده شد و کوچکترین پسر گورو رامداس از بی بی بهانی دختر گورو امرداس بود. ارجن، پیش از مرگ وصیت کرد که پسرش هرگوبیند پیشوایی معنوی آئین سیک را برعهده بگیرد.
رهبری گورو ارجن بر سیک‌ها، بیست و پنج سال به طول انجامید؛ در طول این مدت گورو ارجن شهر آمریتسار را بنیاد کرد و شهرهای دیگری چون تاران تران و کارتاپور را بنا نهاد. او در لاهور معبد بزرگی ساخت که بوردین نامیده شد. شهر آمریتسار در این زمان، به شهر مقدس سیک‌ها تبدیل شد و جمعیت بسیاری را به خود جذب کرد.
گورو ارجن نوشته‌های چهار گوروی پیشین را گردآوری کرد و آنها را به نظم درآورد؛ این مجموعه که آدیگرانت نامیده شد، مهم‌ترین اشعار و سرودهای مذهبی آئین سیک را تشکیل می‌دهند. آدیگرانت تنها کتابی است که نخستین دست نوشته آن، به خط بهای گورداس امروز برجای مانده‌است.
گورو ارجن یکی از یاران نزدیک نانک به نام بهایی بودا را به عنوان کاهن اعظم معبد طلایی برگزید. در زمان ارجن، قوانین ویژه‌ای برای پیروان آئین سیک تدوین شد که به سریبران مشهور شد.
ارجن با اکبرشاه روابط دوستانه‌ای برقرار کرد؛ اما پس از مرگ اکبر و به پادشاهی رسیدن جهانگیر، گورو ارجن دستگیر شد و مورد شکنجه قرار گرفت و در زیر شکنجه درگذشت.